# Klageerzwingungsverfahren
Das Klageerzwingungsverfahren ist eine Form der Mitwirkung des Verletzten einer Straftat, wenn die Staatsanwaltschaft keine Anklage erhebt. Es ermöglicht die gerichtliche Anordnung gegenüber der Staatsanwaltschaft, öffentliche Klage zu erheben (§ 175 StPO). Es kann auch dazu eingesetzt werden, bereits die Aufnahme von Ermittlungen zu erzwingen, sofern die Staatsanwaltschaft nicht einmal damit begonnen hat, in einem bestimmten Fall zu ermitteln (Ermittlungserzwingungsverfahren).
Gesetzlich geregelt ist das Klageerzwingungsverfahren in §§ 172 ff. StPO. Die Möglichkeit einer Klageerzwingung soll das Legalitätsprinzip durch eine gerichtliche Kontrolle der Staatsanwaltschaft stärken und ermöglichen, dass die Straftat auch tatsächlich verfolgt und angeklagt wird. Dies kann für die Interessen eines Nebenklägers von erheblicher Bedeutung sein. Erfolgreiche Klageerzwingungsverfahren sind äußerst selten.

## Dreistufigkeit
Die erste Stufe des Klageerzwingungsverfahrens ist die Strafanzeige oder der Strafantrag des Verletzten nach § 158 StPO.
Stellt die Staatsanwaltschaft das Ermittlungsverfahren nach § 170 Abs. 2 StPO ein, besteht die zweite Stufe darin, dass der Verletzte gegen die Entscheidung der Staatsanwaltschaft innerhalb zweier Wochen nach Zustellung Beschwerde einlegt, die grundsätzlich nicht entbehrliche sogenannte Vorschaltbeschwerde, über welche die Generalstaatsanwaltschaft entscheidet, wenn nicht nach 105 Abs. 2 Satz 1 RiStBV der Staatsanwalt, dessen Einstellungsentscheidung angegriffen wurde, abhilft. Neben der förmlichen Vorschaltbeschwerde kann auch fristlos Dienstaufsichtsbeschwerde eingelegt werden, über die wiederum die Generalstaatsanwaltschaft entscheidet, wenn die Staatsanwaltschaft ihr nicht abhilft. Bei einer Einstellung nach dem Opportunitätsprinzip (§§ 153 ff. StPO) ist die Klageerzwingung unzulässig, § 172 Abs. 2 S. 3 StPO.
Wenn diese Beschwerde erfolglos ist oder wenn keine Entscheidung der Generalstaatsanwaltschaft erfolgt, kann als dritte Stufe innerhalb eines Monats nach Zugang des Bescheids beim zuständigen Oberlandesgericht eine gerichtliche Entscheidung beantragt werden, § 172 Absatz 2 Satz 1 StPO.

## Verfahren vor dem Oberlandesgericht
Dieser Antrag muss die Tatsachen, welche die Erhebung der öffentlichen Klage begründen sollen, und die Beweismittel angeben. Die Rechtsprechung verlangt, dass der Klageerzwingungsantrag alle relevanten Fakten zur Tat und zum bisherigen Verfahren selbst enthalten muss und es insbesondere nicht genügt, lediglich auf den Akteninhalt zu verweisen. Der Antragsteller muss sich von einem Rechtsanwalt vertreten lassen, es herrscht also Anwaltszwang, § 172 Abs. 3 S. 2 StPO. Man darf sich als Anwalt in einem Klageerzwingungsverfahren auch selbst vertreten. Bei Bedürftigkeit kann Prozesskostenhilfe für das Klageerzwingungsverfahren gewährt werden.
Die Darlegungsanforderungen an einen Klageerzwingungsantrag nach § 172 Abs. 3 Satz 1 StPO dürfen allerdings nicht überspannt werden. Sie überschreiten die Grenze des unter dem Gesichtspunkt des Art. 19 Abs. 4 GG (Recht auf effektiven Rechtsschutz) verfassungsrechtlich Zulässigen etwa dann, wenn der Antragsteller sich mit rechtlich Irrelevantem auseinandersetzen soll, wenn er sich Kenntnis von den Akten verschaffen soll, obwohl hierfür keine Veranlassung besteht oder wenn er die staatsanwaltschaftlichen Entscheidungen oder die Einlassungen des Beschuldigten auch in ihren irrelevanten Abschnitten oder gar zur Gänze wiedergeben soll, obwohl sich deren wesentlicher Inhalt aus der Antragsschrift ergibt.
Zuständig für die gerichtliche Entscheidung im Rahmen des Klageerzwingungsverfahrens ist das Oberlandesgericht, das im Falle eines hinreichenden Tatverdachts die Erhebung der öffentlichen Klage (Anklage) beschließt. In diesem Fall kann sich der Anzeigeerstatter dem Verfahren auch dann als Nebenkläger anschließen, wenn das angeklagte Delikt eigentlich nicht zur Nebenklage berechtigt (§ 395 Abs. 2 Nr. 2 StPO). Das Gericht bestimmt sein Verfahren nach pflichtgemäßem Ermessen im Rahmen des § 173 StPO. Danach kann das Gericht die Vorlage der Ermittlungsakten verlangen.
Die Generalstaatsanwaltschaft ist nach § 33 Abs. 2 StPO anzuhören. Der Beschuldigte kann angehört werden; er muss angehört werden, bevor eine für diesen ungünstige Entscheidung ergeht (Recht auf rechtliches Gehör). Schließlich kann das Gericht lückenschließende Beweiserhebungen anordnen, wenn sie erwarten lassen, dass sich der hinreichende Tatverdacht aus ihnen ergibt.

## Abgrenzung
Gegen die Entscheidung der Staatsanwaltschaft, das Ermittlungsverfahren nach dem Opportunitätsprinzip einzustellen, gibt es kein Rechtsmittel.
Verneint die Staatsanwaltschaft bereits den Anfangsverdacht nach § 152 Abs. 2 StPO und klärt deshalb den Sachverhalt in tatsächlicher Hinsicht nicht auf, bietet das Klageerzwingungsverfahren die spezielle Form des Ermittlungserzwingungsverfahrens. Dasselbe gilt für den Fall, dass die Staatsanwaltschaft zwar den Anfangsverdacht bejaht und deswegen Ermittlungen angestellt hatte, diese Ermittlungen aber unzureichend gewesen waren.
Bei Privatklagedelikten (§ 374 StPO) muss der Verletzte selbst als Ankläger vor Gericht auftreten, wenn er eine Strafverfolgung wünscht und trägt im Falle des Unterliegens ein erhebliches Kostenrisiko. Hier gibt es kein Klageerzwingungsverfahren, § 172 Abs. 2 S. 3 StPO.
Vom Klageerzwingungsverfahren ist auch die einfache Dienstaufsichtsbeschwerde an die Staatsanwaltschaft zu unterscheiden. Die formlose Dienstaufsichtsbeschwerde oder eine Gegenvorstellung ersetzen nicht die förmliche Vorschaltbeschwerde, die den Willen erkennen lassen muss, im Falle der Nichtabhilfe „in die nächste Instanz“ zu gehen.

## Verfassungsrecht
1979 entschied der zweite Senat des Bundesverfassungsgerichtes, dass grundsätzlich kein verfassungsrechtlicher Anspruch auf die Strafverfolgung einer anderen Person durch den Staat bestehe. 2002 bestätigte das Bundesverfassungsgericht in einer Kammerentscheidung diese Rechtsprechung und führte aus: 

„Das Bundesverfassungsgericht geht in ständiger Rechtsprechung davon aus, dass ein verfassungsrechtlich verbürgter Anspruch eines Einzelnen auf Strafverfolgung eines Dritten durch den Staat nicht besteht (vgl. BVerfGE 51, 176 (187). Auch aus Art. 1 Abs. 1 GG ergibt sich ein solcher Anspruch nicht. Dem durch eine Straftat Verletzten, der die Strafverfolgung eines Dritten mit Hilfe eines Antrags nach § 172 Abs. 2 Satz 1 StPO erzwingen will, steht von Verfassungs wegen nur das Recht zu, dass über sein Begehren unter Beachtung der für das gerichtliche Verfahren geltenden Anforderungen des Grundgesetzes entschieden wird. Er kann verlangen, dass Form und Inhalt seines Antrags nicht überhöhten (Darlegungs-)Lasten unterworfen werden, sein Vorbringen zur Kenntnis genommen und erwogen wird und seine Ausführungen nicht in willkürlicher Weise gewürdigt werden.“

 In einem Beschluss vom 4. Februar 2010 entschied das Bundesverfassungsgericht, dass im Allgemeinen auch bei Verletzung grundrechtlich geschützter Rechtsgüter durch Private kein grundrechtlicher Anspruch auf Strafverfolgung durch den Staat besteht. Der Hinweis, dass ein solcher Anspruch im Allgemeinen nicht bestünde, wird als eine erste Aufweichung der bisherigen Rechtsprechung gesehen.

Am 26. Juni 2014 fasste das Bundesverfassungsgericht mit der Tennessee-Eisenberg-Entscheidung einen Nichtannahmebeschluss. Das Gericht entschied: 

„Dem Grundgesetz lässt sich grundsätzlich kein Anspruch auf Strafverfolgung Dritter entnehmen (a). Etwas anderes kann bei erheblichen Straftaten gegen das Leben, die körperliche Unversehrtheit, die sexuelle Selbstbestimmung und die Freiheit der Person der Fall sein (b), bei Delikten von Amtsträgern (c) oder bei Straftaten, bei denen sich die Opfer in einem besonderen Obhutsverhältnis zur öffentlichen Hand befinden.“

 Zur Begründung wurde unter anderem ausgeführt: 

„Die wirksame Verfolgung von Gewaltverbrechen und vergleichbaren Straftaten stellt eine Konkretisierung der staatlichen Schutzpflicht aus Art. 2 Abs. 2 Satz 1 und 2 in Verbindung mit Art. 1 Abs. 1 Satz 2 GG dar (vgl. BVerfGK 17, 1 [5]). Vor diesem Hintergrund besteht ein Anspruch auf eine effektive Strafverfolgung dort, wo der Einzelne nicht in der Lage ist, erhebliche Straftaten gegen seine höchstpersönlichen Rechtsgüter – Leben, körperliche Unversehrtheit, sexuelle Selbstbestimmung und Freiheit der Person – abzuwehren und ein Verzicht auf die effektive Verfolgung solcher Taten zu einer Erschütterung des Vertrauens in das Gewaltmonopol des Staates und einem allgemeinen Klima der Rechtsunsicherheit und Gewalt führen kann. In solchen Fällen kann, gestützt auf Art. 2 Abs. 2 Satz 1 und 2 in Verbindung mit Art. 1 Abs. 1 Satz 2 GG, ein Tätigwerden des Staates und seiner Organe verlangt werden.“

 Dieser Beschluss wurde in der Gorch-Fock-Entscheidung fast wörtlich übernommen. Bestätigt wurde diese Rechtsprechung durch zwei weitere Entscheidungen des Bundesverfassungsgerichts. Es ging im einen Fall um einen Polizeieinsatz bei einem Fußball-Lokalderby und im anderen Fall um die Einstellung der Ermittlungen gegen Oberst Klein wegen des Luftangriffs bei Kundus. Danach hat der Verletzte zwar im Grundsatz nach wie vor lediglich ein bloßes sog. Reflexrecht, er hat allerdings zur wirksamen Anwendung der zum Schutz des Lebens, der körperlichen Integrität, der sexuellen Selbstbestimmung und der Freiheit der Person erlassenen Strafvorschriften in Ausnahmefällen, z. B. bei Straftaten von Amtsträgern, einen Rechtsanspruch auf Strafverfolgung.

## Statistik
Jährlich 2200 bis 3400 Klageerzwingungsverfahren werden in Deutschland durchgeführt (Stand 1998 bis 2020), diese sind sehr ungleich und mit der Zeit stark schwankend verteilt auf die 24 Oberlandesgerichte Deutschlands.

## Beispiele
Das Oberlandesgericht Stuttgart verwarf 2017 den Klageerzwingungsantrag des Bruders und des Sohnes des 1977 ermordeten Generalbundesanwalts Siegfried Buback gegen Stefan Wisniewski als unzulässig.
Ein Klageerzwingungsverfahren wurde im Fall Oury Jalloh vor dem OLG Naumburg durchgeführt. Das OLG erachtete 2019 die Einstellungsbegründung der Generalstaatsanwaltschaft Naumburg für rechtmäßig. Gegen diese Entscheidung wurde erfolglos Verfassungsbeschwerde zum Bundesverfassungsgericht erhoben.

## Rechtslage in Österreich
Solange die Strafbarkeit der Tat nicht verjährt ist, hat das Gericht auf Antrag des Opfers unter bestimmten Voraussetzungen die Fortführung eines beendeten Ermittlungsverfahrens durch die Staatsanwaltschaft anzuordnen (§ 195 öStPO). Der Antrag auf Fortführung ist bei der Staatsanwaltschaft einzubringen. Erachtet diese den Antrag für berechtigt, so hat sie das Verfahren fortzuführen. Andernfalls hat sie den Antrag dem Gericht zur Entscheidung zu übermitteln. Im fortgeführten Verfahren kann das Opfer auf leichtem Wege seine Entschädigungsansprüche geltend machen (§ 69 öStPO). Entsprechende Anträge sind daher vergleichsweise häufig.
Tritt die Staatsanwaltschaft im Hauptverfahren von der Anklage zurück, hat der Privatbeteiligte gem. § 72 öStPO das Recht, die Anklage als Subsidiarankläger aufrechtzuerhalten. Als Subsidiarankläger erhält das Opfer eine dem Privatankläger ähnliche Stellung (§ 72 Abs. 4 öStPO), die es jederzeit wieder aufgeben kann. Das ist bedeutsam, weil im Fall eines Freispruchs der Subsidiarankläger die Verfahrenskosten tragen muss.